# Philip Weilbach
Philip Weilbach (født 5. august 1834 i Usserød, død 22. november 1900) var akademisekretær og kunsthistoriker, far til Frederik Weilbach. Han skrev første- og andenudgaven af Danmarks største biografiske kunstnerleksikon, kendt som Weilbachs Kunstnerleksikon.
Philip Weilbach var søn af justitsråd Johan Philip Weilbach (1786 – 1856) og Martha Chrestence f. Muus (1794 – 1866). Efter at have taget studentereksamen 1852 og filosofikum drev han æstetiske og kunsthistoriske studier og skrev i blade og tidsskrifter en del artikler, hvoraf et udvalg senere blev optrykt i Kunst og Æstetik (1870); ved siden af dyrkede han digtekunsten og udgav bl.a. en samling frie oversættelser af anakreontiske digte Anakreontea (1855).
Efterhånden viede han sig mere og mere til studiet af kunsthistorien og sluttede sig nær til Niels Laurits Høyen, medens han dog også påvirkedes stærkt som medlem af en æstetiserende kreds, hvis hovedmænd var Bjørnstjerne Bjørnson og Clemens Petersen.
Fra februar 1860 til juli 1862 levede han i Rom som sekretær hos de nordiske landes konsul, Bravo, og sekretær i den skandinaviske forening. Under et ophold i Firenze gjorde han studierne til sit lille skrift om Ghibertis Bronzedøre paa Baptisteriet i Florents, 1862. Efter sin hjemkomst udgav han 1872 Maleren Eckersberg, 1898 et mindeskrift over H. V. Bissen (for Udvalget for Folkeoplysningens Fremme) og deltog 1871-79 sammen med professor Edvard Holm i oversættelsen af Cantus Verdenshistorie.
Hans hovedværk er Dansk Konstnerlexikon, 1877-78, der 1896-97 udkom i gennemset og meget forøget udgave som Nyt dansk Kunstnerlexikon. Det er et arbejde, hvorpå der er anvendt stor flid, og det vil, selv om det bør bruges med nogen forsigtighed, i lange tider hævde sin betydning for alle, der studerer dansk kunsthistorie.
Ved siden af disse værker har Weilbach leveret en mængde artikler til Nordisk Konversationslexikon, Dansk biografisk Lexikon, Illustreret Tidende, Den danske Arkitektforenings Meddelelser osv.
I sine senere år foretog han mindre rejser til Sverige, Tyskland, England, Frankrig og Italien. Fra 1883 til sin død var han Kunstakademiets sekretær. 1892 blev han Ridder af Dannebrog.
Han blev gift den 11. december 1860 med Cæcilie Adolfine født Ammitzbøll (30. maj 1826 – 18. oktober 1883), datter af prokurator i Randers Hans Henrik Ammitzbøll. Andet ægteskab blev indgået den 19. marts 1886 med Emma Emilie Frederikke født Dreyer (14. januar 1851 – 24. marts 1900), datter af konsul og købmand i Helsingør Carl Frederik August Dreyer.